# Lindier

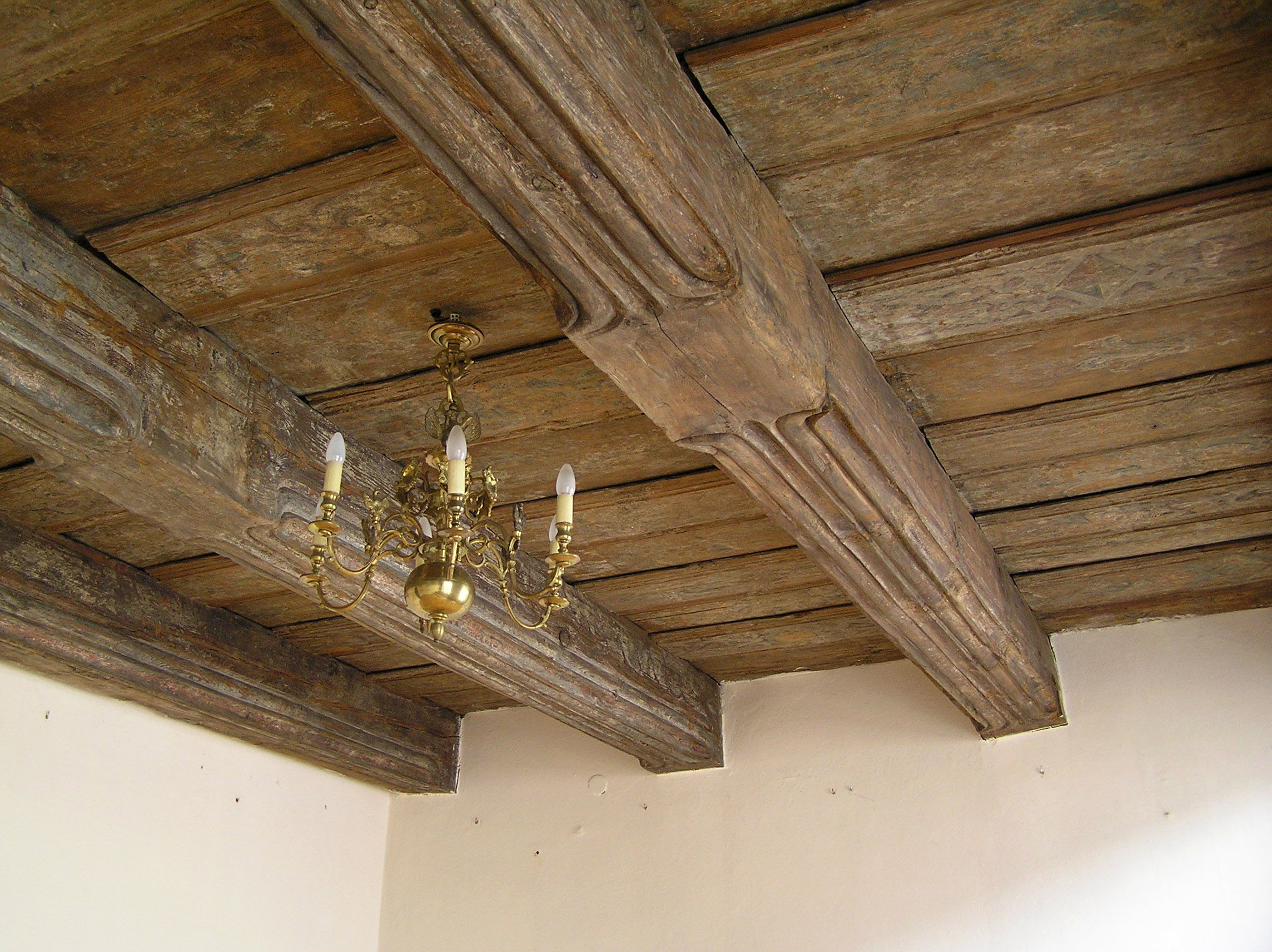
Poutres et solives dans une maison polonaise.

Un lindier ou une muralière est une poutre parallèle collée au mur, fixée au mur via des tirefonds ou un dispositif équivalent